# Isola di Berch
L'isola di Berch (russo: Остров Берха) è un'isola russa del gruppo delle isole Gorbovy che fanno parte dell'arcipelago della Novaja Zemlja; è situata nel Mare di Barents. Amministrativamente fa parte dell'Oblast' di Archangel'sk.

## Geografia
L'isola di Berch si trova lungo la costa nord-occidentale dell'isola Severnyj ed è la maggiore del gruppo delle Gorbovy. Si trova a nord-ovest dell'isola di Ličutin (Остров Личутина), la seconda isola del gruppo in ordine di grandezza, che si trova vicina alla costa di Severnyj. È separata dall'isola di Ličutin dallo stretto di Pachtusov (пролив Пахтусова). Al termine nord-orientale dello stretto si trova un'altra delle isole del gruppo: Bol'šoj Zajačij (Большой Заячий, "isola grande della lepre"; 75°55′18.43″N 59°16′11.52″E).
L'isola di Berch, di forma allungata, si sviluppa da sud-ovest a nord-est per circa 15 km e ha una larghezza massima di 2,5 km. Il punto più alto si trova a nord ed è di 198 m s.l.m., ci sono altre due colline, una nella parte centro-meridionale, alta 138 m, e l'altra all'estremità occidentale dell'isola, alta 79 m.
Sull'isola ci sono fiumi di piccole dimensioni, che scorrono per lo più da sud a nord; non ci sono laghi. Nel 1910 sono state rilevate alcune grotte. Le coste sono per lo più rocciose. All'estremità sud-occidentale, vicino alla costa, vi è una piccola isola senza nome.
L'estrema punta settentrionale dell'isola è capo Krušenija (мыс Крушения), l'estremità sud capo Promernyj (мыс Промерный). Su di un piccolo promontorio della costa sud-orientale la mappa segnala la presenza di un'isba.

## Le grotte dell'isola
La maggior parte delle grotte e caverne si trova sulla costa nord-occidentale dell'isola. Esse sono formate dall'erosione delle onde del mare sulle formazioni di scisti del Permiano-Carbonifero. La grotta più grande, 110-120 metri di lunghezza, si trova a sud-ovest di capo Krušenija e si estende da nord-est a sud-ovest, è alta 12-15 metri e sul fondo c'è un piccolo ghiacciaio. In inverno, l'ingresso superiore è quasi interamente occupato da un ghiacciaio che scorre attraverso la caverna. Il primo ad esplorare la grotta fu Georgij Jakovlevič Sedov, durante la spedizione del 1912-1914.

## Storia
L'isola è stata così nominata nel 1822 da Fëdor Petrovič Litke, in onore di Vasilij Nikolaevič Berch (1781–1834/1835)
Il 21 luglio 1835, presso l'isola, era rimasta schiacciata dal ghiaccio l'imbarcazione a vela Kazakov della spedizione di Pëtr Kuz'mič Pachtusov. Messisi in salvo su due barche, erano sbarcati sull'isola dove si erano accampati. La spedizione fu poi salvata da un industriale di Kem'.
Nel 1913, tra il 22 aprile e il 5 maggio, mentre rilevava il gruppo delle isole Gorbovy, Georgij J. Sedov esplorò le grotte dell'isola.
Nel 1957 L. S. Librovič ha pubblicato il suo lavoro sulle ammoniti. In esso ha descritto una nuova specie che si trova nei sedimenti sull'isola di Berch (Kazakhoceras hawkinsi; Moore, 1930). Ha inoltre trovato sull'isola fossili di Beyrichoceras-Goniatites e Hypergoniatites-Ferganoceras.

## Isole adiacenti
- Isola di William (Остров Вильяма), a sud-ovest dell'isola di Berch (75°48′10.05″N 58°33′25.66″E); è alta 31 m[9].
- Scogli Brat'ja Zander (Камни Братья Зандер, "scogli dei fratelli Zander"), a est dell'isola di Berch (75°56′35.34″N 59°29′20.06″E).